# RS-232

Využití RS-232 při modemové komunikaci přes telefonní síť

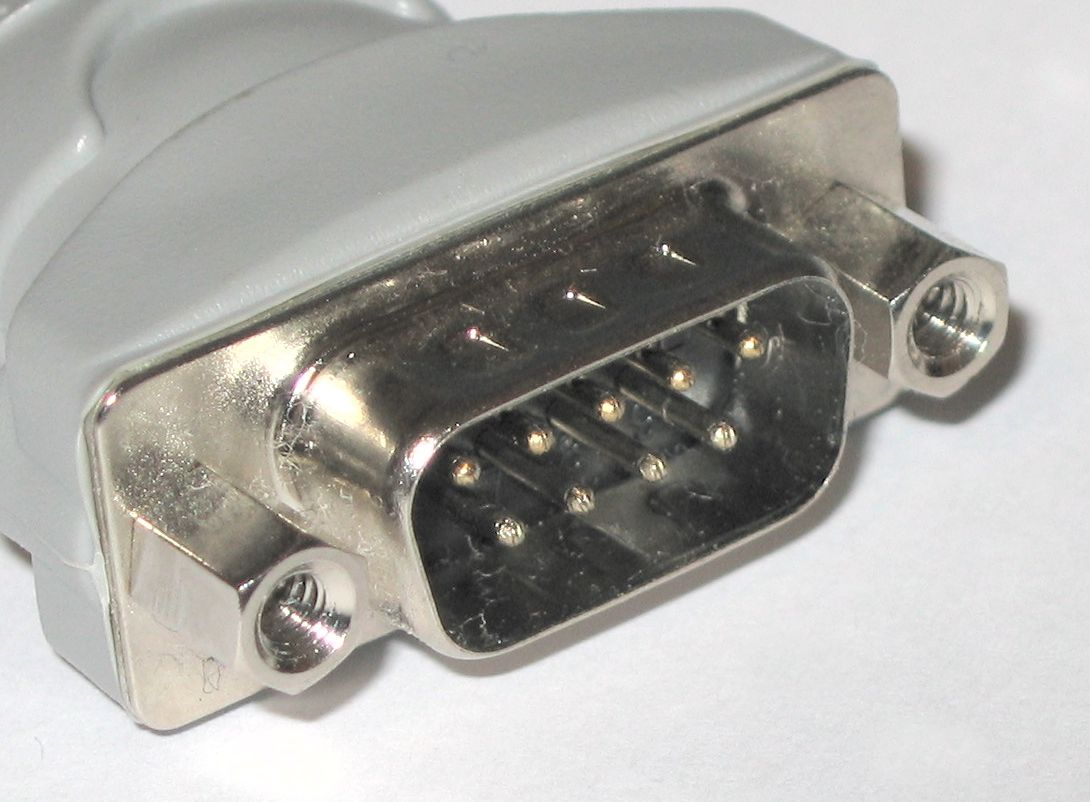
9pinový D-Sub konektor DE-9 M, slouží na PC k vyvedení sériového portu

Standard RS-232, resp. jeho poslední varianta RS-232C z roku 1969, (také sériový port nebo sériová linka) se používá jako komunikační rozhraní osobních počítačů a další elektroniky. RS-232 umožňuje propojení a vzájemnou sériovou komunikaci dvou zařízení, tzn., že jednotlivé bity přenášených dat jsou vysílány postupně za sebou (v sérii) po jednom páru vodičů v každém směru. Na rozdíl od síťové technologie Ethernet nebo rozhraní USB se tedy jedná o zcela bezkolizní fyzickou vrstvu.
V současné době (2023) se v oblasti osobních počítačů od používání sériového rozhraní RS-232 již téměř definitivně ustoupilo a to bylo nahrazeno výkonnějším Univerzálním sériovým rozhraním (USB). Nicméně v průmyslu je tento standard, především jeho modifikace – standardy RS-422 a RS-485, velice rozšířen a pro své specifické rysy pravděpodobně[zdroj?] bude i nadále. Na rozdíl od komplexnějšího USB, standard RS-232 pouze definuje, jak přenést určitou sekvenci bitů a nezabývá se už vyššími vrstvami komunikace. V referenčním modelu ISO/OSI tak představuje pouze fyzickou vrstvu.
Na počítači bývá linka RS-232 vyvedena pomocí konektoru D-Sub typu DE-9 M (samec), zařízení se tedy připojuje šňůrou s konektorem DE-9 F (samice). U starších počítačů byla druhá linka vyvedena na konektor DB-25 M (ten doporučuje původní norma), používal se například pro připojení modemu. Elektricky jsou oba konektory shodné (u velkého je jen mnoho pinů nevyužitých), takže se mohla případně použít jednoduchá pasivní redukce na DE-9 M a teoreticky i naopak. Pro připojení zařízení používajících RS-232 k současným počítačům se používají buď rozšiřující desky, nebo převodníky USB/RS-232. Převodníky USB/RS-232 mají proti originální „skutečné“ lince RS232 výrazně delší dobu odezvy, což může v některých aplikacích způsobovat značné problémy až nefunkčnost. Ačkoliv moderní základní desky většinou nemají sériový port na zadním panelu, mohou ho některé mít vyveden na 10-pinový konektor na jiném místě na desce (podobně jako „interní“ USB).

## Základní technický popis
Standard definuje asynchronní sériovou komunikaci pro přenos dat. Pořadí přenosu datových bitů je od nejméně významného bitu (LSb, často nesprávně LSB) po bit nejvýznamnější (MSb, často nesprávně MSB). Počet datových bitů je volitelný, obvykle se používá 8 bitů, lze se také setkat se 7 nebo 9 bity. Logický stav „0“/„1“ přenášených dat je reprezentován pomocí dvou možných úrovní napětí, které jsou bipolární a dle zařízení mohou nabývat hodnot ±5 V, ±10 V, ±12 V nebo ±15 V. Nejčastěji se používá varianta, při které logické hodnotě 1 odpovídá napětí −12 V a logické hodnotě 0 pak +12 V. Základní tři vodiče rozhraní (příjem RxD, vysílání TxD a společná zem GND) jsou doplněny ještě dalšími vodiči sloužícími k řízení přenosu (vstupy DCD, DSR, CTS, RI, výstupy DTR, RTS). Ty mohou a nemusí být používány (zapojeny), nebo mohou být použity pro napájení elektronických obvodů v zařízení, jako je například počítačová myš. Výstupní elektronika je vybavena ochranou proti zkratu, kdy po překročení proudu 20 mA proud již dále neroste.

## Asynchronní komunikace

Průběh signálu při přenosu znaku „K“ (ASCII kód 75, binárně 1001011) s parity a s jedním stopbitem

I když komunikující zařízení znají rychlost, jakou se data přenášejí, musí přijímač začít přijímat ve správný okamžik, tedy musí proběhnout synchronizace. V případě synchronní komunikace souběžně s datovým vodičem existuje i synchronizační vodič, na kterém vysílač oznamuje přijímači „teď jsem poslal data“, viz LPT a signál STROBE. Naopak u asynchronní komunikace se synchronizační vodič nepoužívá, pouze vysílač pošle nějaká definovaná data po datovém vodiči, po jejichž přijetí se přijímač zasynchronizuje. V případě RS232 každé sekvenci datových bitů předchází jeden start bit, kterým se logická hodnota na lince přepne (původně v klidovém stavu) do opačného stavu. Po datových bitech následuje paritní bit a za ním jeden nebo více stop bitů, během kterých je linka opět v klidovém stavu. Je tak možné pro komunikaci použít méně vodičů na úkor určitého snížení rychlosti způsobeného synchronizací. K podobné synchronizaci dochází i u Ethernetu, kde na začátku každého rámce vyšle vysílač několik bajtů, ve kterých se střídají bity 0 a 1.

## Logické úrovně
- pro datové signály (tj. RXD a TXD): logická 0 je +3 V až +15 V, logická 1 je -3 V až -15 V
- pro řídící signály (tj. RTS, CTS, DTR, DSR, …): logická 0 je -3 V až -15 V, logická 1 je +3 V až +15 V

Řídící signály mají tedy opačnou logiku než signály přenášející data.

## Rychlost
Na běžných sériových portech v PC lze dosáhnout rychlost maximálně 115200 Bd. Ostatní baudové rychlosti jsou odvozeny dělením 115200 Bd. Jde tedy o řadu 115200, 57600, 38400, 28800, 23040, 19200, …, 9600, …, 4800, …, 2400, … Bd. Nejčastěji používané baudové rychlosti jsou tučně zvýrazněny. Přenosová rychlost je vždy nižší než baudová rychlost, protože ke každým osmi datovým bitům se navíc přenáší ještě startbit, jeden nebo dva stopbity a případně také paritní bit.
(Mimo svět PC existují i obvody umožňující rychlost přenosu v řádu Mbit/s.)

## Zapojení

Číslování pinů 9pinového (D-sub) konektoru

Číslování pinů 25pinového (D-sub, DB-25) konektoru

Pro běžné připojení zařízení k počítači platí, že na počítači je samčí konektor, na zařízení samičí konektor, zařízení a počítač jsou propojeny kabelem 1:1. Když kabel připojíme do počítače, tak „vytáhneme“ piny konektoru počítače na piny druhé strany kabelu. Maximální délka kabelu pro rychlost 57600 bd je okolo 5 m, tato délka roste nepřímo úměrně baudové rychlosti.
Nejdůležitějšími signály jsou Rx, Tx a GND, které slouží k samotnému přenosu dat, mnohá zařízení ostatní signály nevyužívají. Pokud chceme propojit pomocí RS232 dva počítače, potřebujeme tzv. „nulový modem“, který je realizován „kříženým“ kabelem se dvěma samičími konektory. Tento kabel musí správně propojovat vstupy a výstupy (Rx a Tx, …).
| Zkratka       | Jméno                 | Popis | Pin D-Sub DB25 | Pin D-Sub DE9 (nesprávně DB9) | Směr u DTE (např. PC, samčí konektor) | Směr u DCE (např. modem, samičí konektor) |
| ------------- | --------------------- | --- | -------------- | ----------------------------- | ------------------------------------- | ----------------------------------------- |
|               | Common Ground         | Stínění | 1              | —                             | —                                     | —                                         |
| TxD, TX, TD   | Transmit Data         | Data posílaná z DTE do DCE | 2              | 3                             | Výstup                                | Vstup                                     |
| RxD, RX, RD   | Receive Data          | Data přijímaná v DTE z DCE | 3              | 2                             | Vstup                                 | Výstup                                    |
| RTS           | Request to Send       | „Požadavek na vysílání“; Logická jednička na tomto výstupu signalizuje, že DTE chce vysílat data. Některé převodníky RS232/RS485 tento signál používají pro přepínání směru linky, což však vyžaduje aby software tento signál správně obsluhoval. | 4              | 7                             | Výstup                                | Vstup                                     |
| CTS           | Clear to Send         | „Povolení k vysílání“; Logickou jedničkou na tomto vstupu protistrana signalizuje, že DTE může vysílat data | 5              | 8                             | Vstup                                 | Výstup                                    |
| DSR           | Data Set Ready        | Logickou jedničkou na tomto vstupu protistrana signalizuje, že je připravena (což neznamená že DTE může okamžitě zaslat data, viz CTS) | 6              | 6                             | Vstup                                 | Výstup                                    |
| GND           | Ground                | Signálová zem. Hodnoty napětí na pinech jsou určeny proti této zemi. | 7              | 5                             | —                                     | —                                         |
| DCD, CD, RLSD | (Data) Carrier Detect | Logickou jedničkou na tomto vstupu protistrana signalizuje, že detekovala na vedení nosný signál a může komunikovat (DCE je např. modem na telefonní lince)                                                                                        | 8              | 1                             | Vstup                                 | Výstup                                    |
| DTR           | Data Terminal Ready   | Logickou jedničkou na tomto výstupu DTE signalizuje protistraně svoji připravenost. Protistrana (např. modem) se tím aktivuje nebo zase deaktivuje. Modem obvykle odpovídá nastavením DSR na logickou jedničku.                                    | 20             | 4                             | Výstup                                | Vstup                                     |
| RI            | Ring Indicator        | Logická jednička signalizuje do DTE příchozí hovor, tedy že někdo požaduje datové spojení („ring“ je anglicky „zvonit“; zvl. u telefonního modemu).                                                                                                | 22             | 9                             | Vstup                                 | Výstup                                    |